# 金樽漁港
金樽漁港為一座位於臺灣臺東縣東河鄉東河村的一座漁港，該漁港距離南邊的臺東市區約40公里，距離北邊的成功鎮新港約20公里遠，目前，金樽漁港依據行政院農委會漁業署於2007年（民國96年）3月所公布的漁港法施行細則歸類在第二類漁港中，並由臺東縣政府所管理。
目前，金樽漁港為臺東縣政府舉辦臺灣國際衝浪公開賽的地點。

## 沿革
金樽漁港興建前，該地區為天然灣澳，北面有天然遮蔽地形，又是有廣大腹地可資利用的天然港灣，建港條件極佳。因此，金樽漁港興建工程於1984年（民國73年）動工，耗費3年於1987年（民國76年）金樽漁港工程完工。包括後續追加編列，總工程金額新台幣7,360萬元。
金樽漁港興建工程中，總計完成水深2.5公尺的內泊地，面積為1.1公頃、內泊地碼頭總長450公尺、外泊地碼頭總長285公尺。可停靠約40艘漁船。
於1988年（民國77年）開始進行金樽漁港第二期漁港建設方案。將東防波堤延長92公尺、西防波堤延長290公尺、碼頭增加215公尺、泊地面積增加2.5公頃。金樽漁港第二期漁港建設方案完成後，除了可增加泊地穩靜度外，亦可提供沿海作業漁船臨時停靠、補給及避風使用。
當前，有關單位正計畫投資擴大興建金樽漁港，讓金樽漁港成為臺東縣乃至臺灣東部地區之漁業中心。

## 設施
金樽漁港自第二期漁港建設方案至今，尚無大型改建工程，因此金樽漁港設施數據自第二期漁港建設方案後至今尚無改變，仍維持內泊地碼頭總長450公尺、外泊地碼頭總長500公尺、水深2.5公尺。
海洋委員會海巡署東部分署於金樽漁港旁設有一座安檢所，名為金樽安檢所，該安檢所隸屬在岸巡八二大隊之下。

## 漂砂
金樽漁港近年來受到季風影響導致淤砂量增加，讓港嘴水深不足，也堵塞港口讓漁民出海不便，因此，臺東縣政府於2013年（民國102年）10月向中央爭取新台幣320萬元經費，至2013年（民國102年）10月起至12月中旬針對金樽漁港進行疏浚工程，除了改善航行安全，疏浚的砂土也將運輸至鄰近的金樽陸連島附近進行養灘作業，對逐漸受季風影響而侵蝕退縮的海岸線施作保護工程。

## 金樽陸連島
金樽陸連島位在金樽漁港南方，是一座與海岸平行的離岸島，也是當前臺灣唯一正在生成的陸連島。金樽陸連島的島嶼部分會對前進的波浪產生繞射作用，繞射波最後在島嶼與海岸之間相撞，因能量的消滅，使攜帶的沙礫沉積下來，而形成連島沙州，在退潮時，沙州會露出水面連接離島即為「陸連島」。

## 周遭景點
- 金樽陸連島
- 東河包子
- 舊東河橋
- 富東公路

## 資料來源
1. 1 2 3 4  .   [2015-02-20]. （原始内容存档于2019-07-01）.
2. 1 2 3 4 5  .   [2015-02-20].[永久]
3. ↑  .   [2011-09-26]. （原始内容存档于2019-07-01）.
4. ↑  .   [2013-62-06]. （原始内容存档于2019-07-01）.